# Frederick William Flower
Frederick William Flower (Leith, 22 de febrero de 1815 – Oporto, 18 de julio de 1889) está considerado uno de los pioneros de fotografía en Portugal. La mayoría de sus fotografías realizadas entre 1849 y 1859 se han conservado en buen estado.

## Biografía
Frederick Flor nació el 22 de febrero de 1815 en Leith, Escocia, donde su padre había sido enviado para trabajar. Cuando era aún pequeño sus padres regresaron a Inglaterra y se trasladaron a vivir a Hull. Desde esta población viajó navegando a Oporto en 1834 por encargo de la compañía Smith Woodhouse & Company, con el fin de importar vino de Oporto. Estuvo viviendo en la casa del propietario de la compañía Robert Woodhouse, como era costumbre entre los jóvenes ingleses que se trasladaban a Portugal para trabajar en el comercio del vino. Tras la muerte de su padre  se instaló en Portugal en 1836 junto a su madre, su hermano y dos hermanas más jóvenes.
No se sabe exactamente cuándo aprendió fotografía o donde  obtuvo la pericia necesaria para hacer fotografías. Fue una de las primeras personas en Portugal en utilizar el papel salado y el calotipo, que fueron los procesos desarrollados por William Fox Talbot en Inglaterra a finales de los años 1830. Podría haber aprendido el proceso del calotipo de Joseph James Forrester, famoso por sus mapas del río Duero, quién estuvo practicando fotografía amateur en torno a 1853. No obstante, la información sobre el proceso a seguir estuvo primero disponible en la Revista Literaria publicada en Oporto. Flower hizo la mayoría de sus calotipos entre 1853 y 1858. También fue un pionero portugués  en el uso de la «fotografía strip», que consiste en presentar en el mismo negativo diversas tomas combinadas del mismo sujeto. Flower probablemente obtuvo sus suministros fotográficos de proveedores británicos y recibió instrucciones para usarlos junto con aquellos suministros.

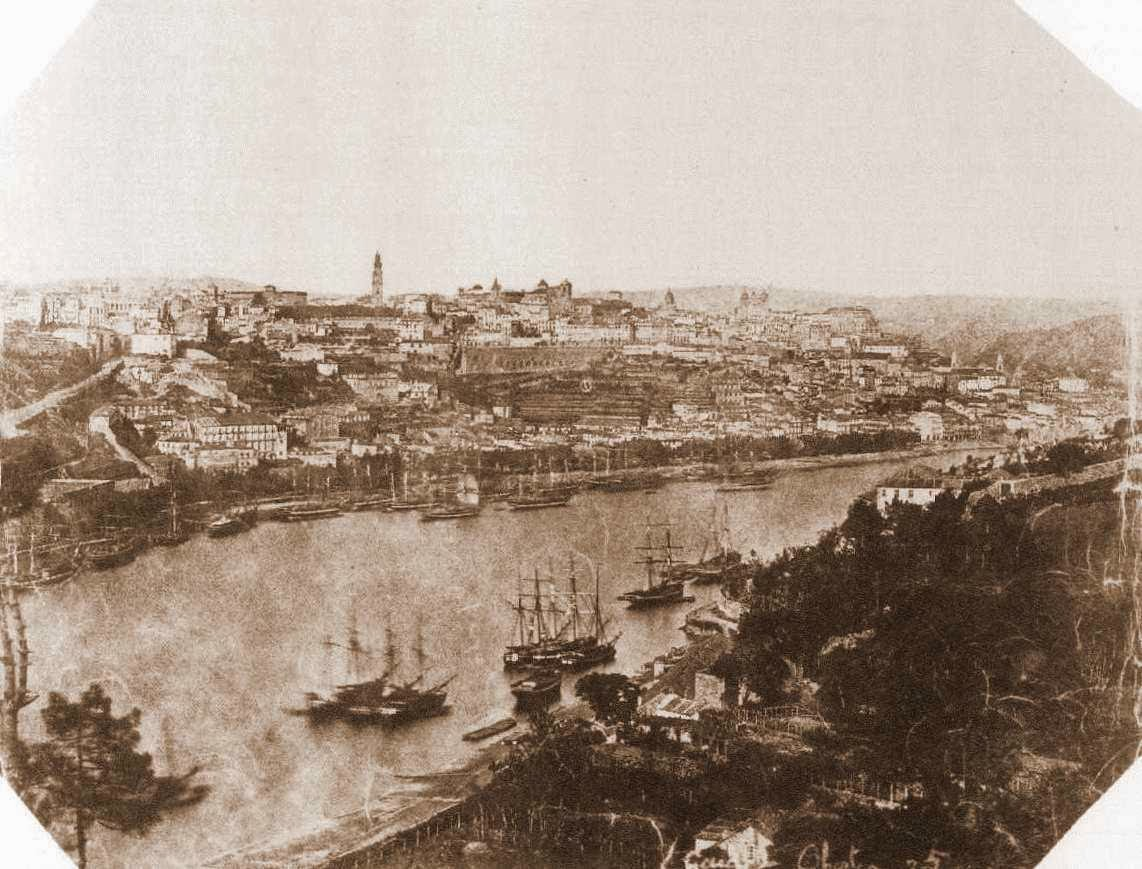
Vista de Oporto tomada en 1849

Flower preparaba su propia emulsión fotográfica y era conocido por retocar a veces los negativos para crear un efecto de nube artificial. Sus fotografías las tomaba normalmente en Oporto y en Gaia en la orilla opuesta del Duero, donde estaban establecidas las compañías portuarias. Sin embargo, también viajó ampliamente por el norte de Portugal. Sus fotografías se consideran un registro importante de muchos aspectos de la vida diaria de Portugal en aquel tiempo.

## Preservación y exposición de fotografías
En 1874 regresó a Inglaterra por razones de salud, pero él y su mujer regresaron a Oporto años más tarde, donde finalmente murió el 18 de julio de 1889. Durante más de un siglo, los descendientes directos de Flower aseguraron la conservación de sus fotografías antes de donarlas al Archivo de Fotografía Nacional de la Dirección General de Patrimonio Cultural de Portugal. En 1928, su nieto, Harold M. Flower, encargó impresiones nuevas obtenidas de los calotipos y visitó el norte de Portugal para intentar identificar los sitios fotografiados por su abuelo. La familia ha preservado cuidadosamente las fotografías, también recogiendo memorias históricas sobre su autor. A pesar de que la familia de Flower quedó conformada como una familia anglo-portuguesa, nunca transfirieron las fotografías a Inglaterra. Siempre que algún miembro de la familia ha regresado a Inglaterra, él o ella depositaron la colección con otro miembro de la misma que se quedase en Portugal. Los negativos de los calotipos han sobrevivido en buen estado, pero no se puede afirmar lo mismo respecto de algunas de las impresiones.
Como sus fotografías estuvieron retenidas por la familia, Flower ha sido relativamente desconocido en Portugal, aparte de su conocimiento entre el público por uno o dos artículos de revista. Sin embargo, esto cambió desde que el Estado adquirió sus fotografías y se realizó una exposición en  el Museo Nacional de Arte Contemporáneo de Lisboa en 1994. La colección total del museo consta de 216 calotipos y 101 fotografías en papel salado (junto con otras fotografías más tardías). Esto permitió que las fotografías fuesen valoradas no solo por su registro histórico sino también por su estilo artístico, como señaló André Rouillé en el Catálogo de Exposición. Un examen de la colección muestra fuertes evidencias de la maestría y las habilidades de Flower en técnicas fotográficas, así como intentos de experimentación.

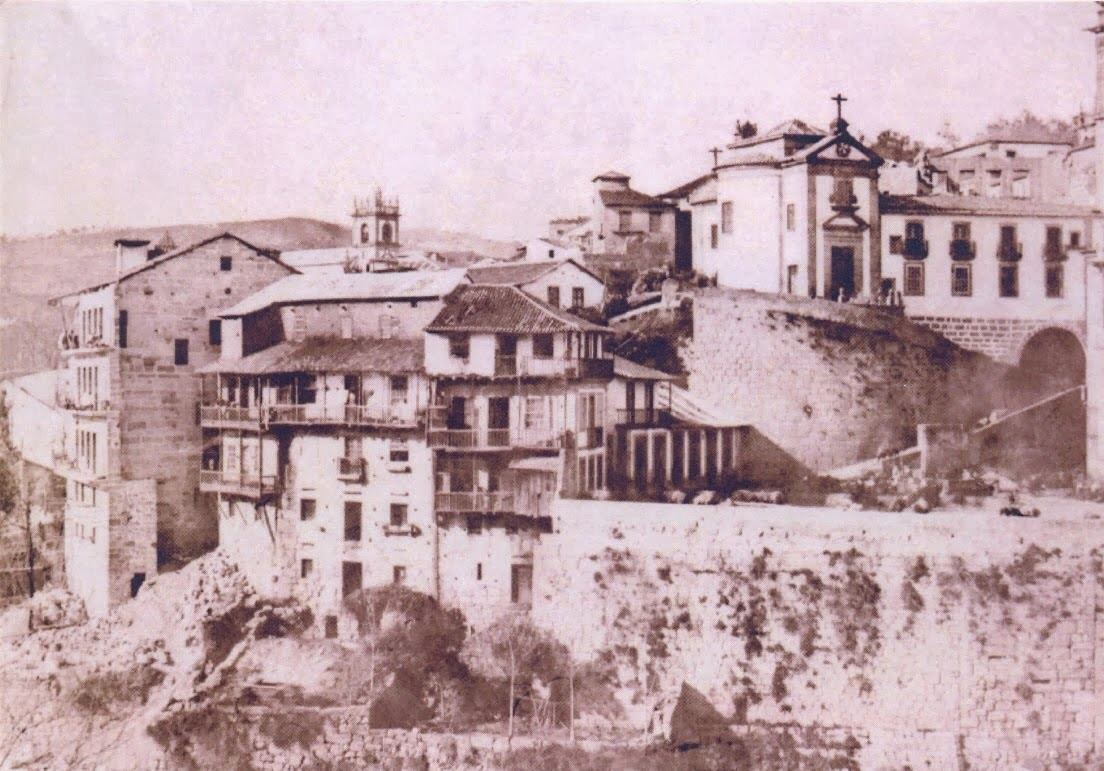
Vista de Amarante en el Tãmega River, Norte de Portugal